# 山形市役所
山形市役所（やまがたしやくしょ）は、日本の地方公共団体である山形市の組織が入る施設（役所）である。

## 所在地
- 〒990-8540
- 住所：山形県山形市旅篭町2丁目3番25号

## アクセス
- 山形市役所前（山交バス）から徒歩すぐ

## 庁舎
- 敷地面積：11,750.855m2
- 建築面積：5,147.728m2
- 延床面積：31,530.452m2
- 高層棟：地下1階・地上11階・塔屋3階
- 低層棟：地下1階・地上4階
- 高さ：高層棟57.197m2/低層棟20.994m2
- エレベーター：高層棟5基/低層棟1基
- 工期着工：昭和56年07月17日
- 竣工：昭和59年10月31日
- 総事業費：約112億円

| 階  | 高層棟 |
| --- | --- |
| 11F | 選挙管理委員会事務局、（財）山形市開発公社入札室、大会議室、展望ロビー                                                         |
| 10F | 環境課、ごみ減量推進課、廃棄物指導課、山形広域環境事務組合                                                                     |
| 9F  | 都市計画課、都市整備課、公園緑地課、下水道部管理課、建設課、建築指導課                                                         |
| 8F  | 教育委員会管理課、学校教育課、社会教育青少年課、スポーツ保健課                                                                 |
| 7F  | 建設部管理課、河川道路整備課、道路維持課住宅課、建築課、山形市土地開発公社                                                     |
| 6F  | 商工課、観光物産課、農政課、農村整備課、森林整備課、農業委員会事務局                                                           |
| 5F  | 文化振興課、男女共同参画課、情報企画課、監査委員事務局                                                                         |
| 4F  | 総務課、法令遵守対応室、行政管理課、職員課、工事検査課、企画調整課、財政課、管財課                                             |
| 3F  | 市長室、副市長室、秘書課、広報課、庁議室、記者室、行政資料室                                                                   |
| 階  | 低層棟 |
| 4F  | 第1～第7委員会室、議会図書室                                                                                                   |
| 3F  | 議長室、副議長室、議員控室、議会事務局                                                                                         |
| 2F  | 市民の部屋、生活福祉課、介護福祉課、子育て推進課、健康課市民税課、資産税課、納税課                                             |
| 1F  | 総合案内、市民相談課、情報公開コーナー、市民課、国民健康保険課、会計課、防災安全課、山形銀行山形市役所支店、守衛室（夜間受付） |
| B1F | 食堂、喫茶室、売店、職員労働組合事務局、中央書庫、倉庫、機械室、中央監視室、浄書印刷室、公用駐車場                             |

## 放送送信設備
- 当役所にはコミュニティ放送である山形コミュニティ放送の送信所が置かれている。なお、詳細は下記に記述。

| 放送局名                                      | コールサイン | 周波数  | 空中線電力 | ERP | 放送対象地域           | 放送区域内世帯数 | 開局日       |
| 山形コミュニティ放送 愛称「ラジオモンスター」 | JOZZ2AA-FM   | 76.2MHz | 20W        | 46W | 山形市及び一部周辺地域 | 約15万3000世帯   | 1995年4月1日 |